# Huiscavia
De huiscavia (Cavia porcellus) is een knaagdier uit de familie van de cavia-achtigen (Caviidae). De wetenschappelijke naam van de soort werd als Mus porcellus in 1758 gepubliceerd door Carl Linnaeus. Het is een knaagdier dat van nature in de Andes voorkomt en waarschijnlijk zo'n 3000 jaar geleden door de voorlopers van de Inca's is gedomesticeerd. Het is inmiddels wereldwijd een gangbaar huisdier.

## Geschiedenis van de cavia als huisdier
Cavia's werden voor het eerst gedomesticeerd door de voorlopers van de Inca's in wat nu Peru is. Genetisch onderzoek maakt aannemelijk dat dit maar één keer is gebeurd, circa 3000 jaar geleden. De oorspronkelijke bewoners  gebruikten het dier als voedsel.
De cavia is in Peru, Bolivia en Ecuador nog steeds een belangrijk voedseldier, dat vaak in huis wordt gehouden. Het dier wordt onder andere gevoed met etensrestjes van het gezin, ongeveer zoals in Europa vroeger kippen of varkens werden gehouden. Onder de naam cuy (spreek uit als koei) wordt het in geroosterde vorm nu nog op markten verkocht. Er zijn ook restaurants waar de gegrilde cuy op de menukaart staat. Cavia's vormen het hoofdmenu op sommige trouwfeesten in Peru, en vervullen bij traditionele genezingsrituelen de rol van opvanger van boze geesten. De traditionele geneesheer gebruikt het beestje om over het lichaam van de patiënt te halen, de cavia neemt over wat er mis is met de patiënt. De geneesheer bekijkt vervolgens de ingewanden van de geslachte cavia om te bepalen wat er mis is met de patiënt.

Spaanse ontdekkingsreizigers introduceerden de cavia vermoedelijk in Europa, waar ze al snel populair werden als exotisch huisdier. Koningin Elizabeth I van Engeland had bijvoorbeeld een cavia. In de Lage Landen vonden sommigen het vlees onsmakelijk en zo goed als oneetbaar, maar anderen vonden het vergelijkbaar met (tam) konijn.

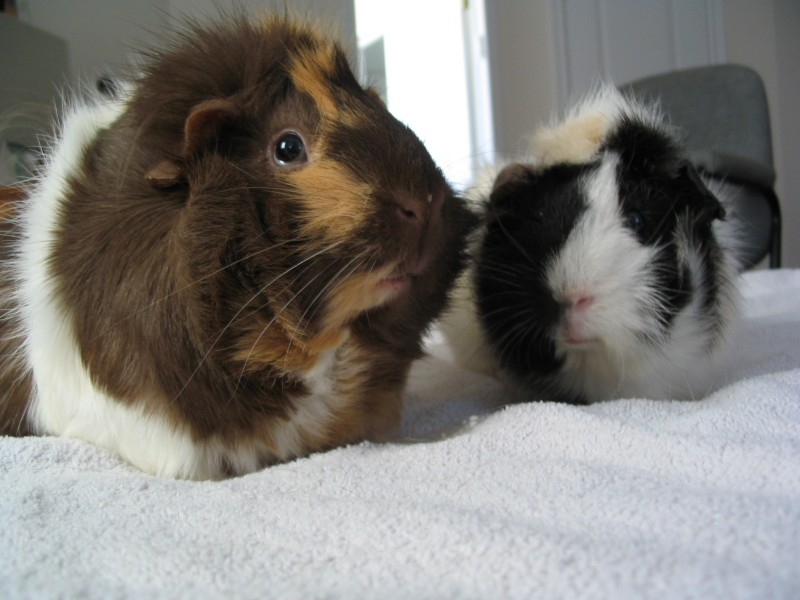
Twee Abessijnse cavia’s

## De naam Guinees biggetje
Cavia's zijn geen varkentjes en ze komen niet uit Guinea. Waarom cavia's dan toch als 'biggetjes' werden betiteld is onzeker maar dit heeft waarschijnlijk te maken met de piepende en knorrende geluiden die ze frequent maken en met de gedrongen lichaamsvorm. Zowel in de Latijnse, Nederlandse, Friese, Duitse, Deense, Roemeense, Zweedse, Russische als Engelse naam komt het varken terug. 'Guinees' wordt volgens sommigen afgeleid van een guinea. Dit is een oude Engelse munt van 21 shilling, wat in die tijd wel een vorstelijk bedrag zou zijn geweest om zelfs voor een exotisch huisdier te betalen. Andere namen die vroeger voor dit dier gebruikt werden zijn Guineesche kavia, Indiaans konijn, konijn zonder staart en zee-varkentjen.

## Biologie
Cavia's zijn voor knaagdieren aan de grote kant, ze wegen tussen 500 en 1500 gram en worden 25 à 30 cm lang. De wilde vorm blijft wat kleiner, tot 700 gram. Voor de meeste gedomesticeerde dieren geldt dat ze groter zijn dan hun wilde soortgenoten. Cavia's worden gemiddeld een jaar of 5 oud, maximaal circa 8 jaar. Het zijn sociale dieren, die in het wild in groepjes leven bestaande uit één mannetje, een aantal vrouwtjes en de jongen.

### Fysiek
Cavia's zijn weinig atletisch, springen en klimmen gaat hen niet makkelijk af. In het wild leven cavia's op grasvlakten en slapen ze in holen die ze zelf maken. Ook nemen ze wel holen van andere dieren over. Ze eten in het wild vooral gras en plantaardig materiaal dat voor de meeste andere dieren moeilijk verteerbaar is. Dit voedsel bevat weinig energie, zodat cavia's een groot deel van de dag moeten eten. Ze produceren daardoor ook constant keutels. Cavia's zijn het actiefst in de ochtend- en avondschemering. Ze hebben door de plaatsing van hun ogen een goed overzicht van hun omgeving en van de hemel, om roofdieren en roofvogels snel op te merken, maar kunnen niet zien wat zich net onder hun neus bevindt: hun eten vinden ze op de geur en op de tast. Als ze worden opgeschrikt houden ze zich vaak doodstil om niet te worden opgemerkt, maar ze kunnen ook met verrassend grote snelheid en lenigheid dekking zoeken. In het wild drinken cavia's heel weinig; gras bevat genoeg vocht voor hen. Huiscavia's moeten wel altijd vers drinkwater tot hun beschikking hebben.
Een cavia heeft twee snijtanden boven en onder. Daarnaast heeft hij een diasteem (ruimte tussen snijtanden en kiezen) en achter in de bek vier kiezen, links en rechts, boven en onder; in totaal dus 20 elementen. Alle tanden en kiezen groeien het hele leven door. Daarmee wordt slijtage van het gebit door het vele knabbelen gecompenseerd.
Met onder andere de mens en de chimpansee heeft de cavia gemeen dat hij niet zijn eigen vitamine C kan maken. De cavia moet dit dus in zijn voer voldoende krijgen.
Een cavia kan in gevangenschap ongeveer vier tot zeven jaar oud worden. Uitzonderlijke gevallen van cavia's die over de tien jaar werden zijn echter bekend. Net als bij andere huisdieren geldt dat verder doorgefokte rassen gemiddeld minder hoge leeftijden bereiken.

### Gedrag
Cavia's eten van hun eigen ontlasting (coprofagie); dit is normaal en noodzakelijk voor hun spijsvertering. Er zit onder andere Vitamine B en vezels in deze ontlasting. Dit gedrag is mogelijk een aanpassing aan de matige verteerbaarheid van hun normale dieet, zoals ook de herkauwers daar hun eigen manier voor hebben gevonden in de vorm van meerdere magen en herkauwen van het voedsel. Als cavia's keutels eten nemen ze deze meestal direct uit de anus. Deze keutels hebben een andere, zachtere consistentie dan de normale droge en stevige uitwerpselen. Hiernaar is echter weinig systematisch onderzoek gedaan; hypothesen zijn onder andere dat hiermee de darmflora op peil wordt gehouden en dat in de darm ontstane verteringsproducten en door bacteriën geproduceerde vitaminen beter worden opgenomen.

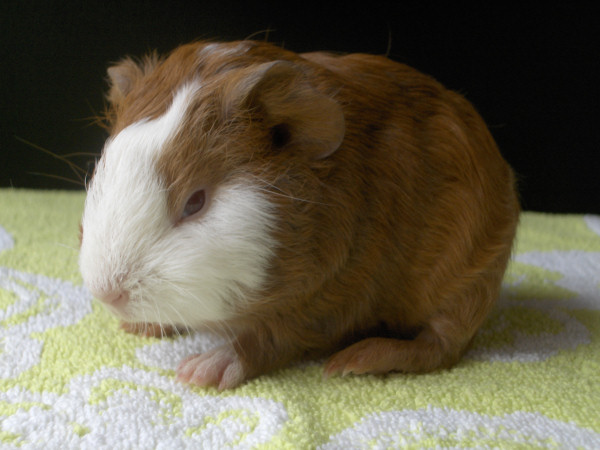
Caviajong, ongeveer een week oud

Cavia's hebben een uitgebreid assortiment aan onderlinge communicatie. Veel van deze communicatie is vocaal.
De meest waargenomen uitingen zijn:
- Het "fluiten", een hoge harde reeks van piepgeluiden die worden gemaakt om aandacht te trekken. In het wild roepen ze hiermee elkaar en tegen mensen maken ze dit geluid om om eten te vragen.
- Zachte piepjes, op een babbelende manier. Dit is meestal een vrolijke cavia die laat weten dat hij of zij er is.
- Kreunend piepen. Een uiting van pijn of ongemak.
- Kort Spinnen zoals een huiskat (vaak ongeveer een seconde). Dit gaat meestal gepaard met een trillend lijf terwijl de cavia stilstaat. Mensen kennen dit geluid vooral bij cavia's die geaaid worden. Soms maken cavia's dit geluid als ze een hard of hoog geluid horen, zoals bij het gerinkel van sleutels.
- Langer spinnen als een huiskat, terwijl de cavia langzaam loopt en het lijf heen en weer wiebelt (dansen). Cavia's die elkaar proberen te versieren maken dit geluid tegen elkaar. Maar ook mannetjes die elkaar willen intimideren doen dit tegen elkaar. Eveneens is dit gedrag vastgesteld bij cavia's die alleen met elkaar spelen.
- Klappertanden. Een teken van boosheid of angst.
- Knarsetanden. De cavia heeft trek in iets lekkers. Dit kan ook een teken van pijn of ongemak zijn.[6]
- Tjilpen. Dit geluid is zeer zeldzaam bij cavia's. Het is nog niet duidelijk waarom een cavia dit geluid maakt. Een reden die wordt gesuggereerd is dat de betreffende cavia een waker is. Het geluid is dan bedoeld als waarschuwing voor de rest van de groep.
- Popcornen. De cavia rent en maakt gekke sprongen waarbij soms het hoofd wordt geschud of abrupt in de lucht van richting wordt veranderd. Dit is een teken dat de cavia heel vrolijk is. Het lijkt heel veel op het bokken wat paarden doen als ze vrolijk zijn.

Sommige cavia's kunnen schootzindelijk worden. Naarmate een cavia volwassen wordt, kan hij of zij besluiten dat de schoot geen goede wc is en probeert signalen af te geven dat zij of hij weg wil. Dit uit zich vaak in ineens onrustig gedrag, piepen of zachtjes in de vingers bijten.

### Voortplanting
Caviavrouwtjes (die men zeugjes noemt) worden, als ze niet zwanger zijn, om de 14-18 dagen bronstig. Om een caviamannetje (beertje) seksueel opgewonden te krijgen is alleen de geur van een vrouwtje al voldoende. Door een laag langdurig brommen en zich zo groot mogelijk te maken en langzaam waggelend voort te bewegen probeert het beertje de aandacht van vrouwtjes te trekken. Daarbij stoot het diertje muskusgeur uit. Hoewel cavia's geen agressieve dieren zijn, zal een zeugje als ze niet bronstig is op niet mis te verstane wijze een opgewonden mannetje afschudden: als een hoog gekir niet helpt urineert ze op hem om hem af te schrikken.
De draagtijd is gemiddeld 66 à 68 dagen en de jongen komen al aardig rijp ter wereld; hun ogen zijn open en ze hebben een volledige vacht en tanden. Cavia's zijn dan ook typische nestvlieders; in de natuur wordt van de jongen verwacht dat ze meteen met de groep mee kunnen lopen. De moeder heeft twee tepels, dat lijkt niet genoeg voor de 2–4 jongen. Als er voor de moeder maar genoeg voedsel is, kan ze echter toch vier jongen zogen. De jongen zijn door hun rijpheid ook maar kort van moedermelk afhankelijk.
Een cavia is na de bevalling al heel snel weer vruchtbaar. De jonge cavia's kunnen als ze vier weken oud zijn al vruchtbaar zijn. Fokkers halen de jongen dan ook rond deze leeftijd (en bij een gewicht van minimaal 300 gram) bij de moeder weg, ze zijn dan pas half zo lang als een volwassen dier en hebben pas een vierde van het gewicht van een volwassen dier.

## Cavia's als proefdieren
Vroeger werden cavia's veel als proefdier gebruikt voor (bio)medisch onderzoek. In het Engels is de term 'guinea pig' zelfs haast synoniem geworden met proefdier. Tegenwoordig worden nog maar weinig cavia's als proefdier gebruikt. Ze zijn vervangen door de nog sneller te fokken muizen en ratten. Cavia's maken tegenwoordig nog maar ongeveer twee procent van de gebruikte proefdieren uit.

## Rassen en variëteiten

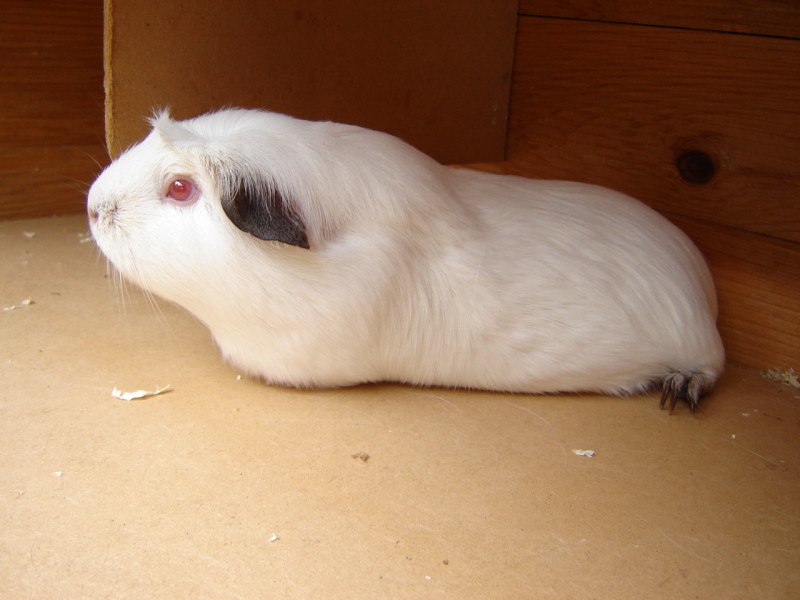
Himalayan

Er bestaan veel caviarassen. Er zijn verschillende kleuren en bonte vormen van vacht zoals eenkleurig, hollander en schildpad. Maar er zijn ook verschillen in de aard van de beharing. Een lijstje met vachttypen:
- De gladhaar: ook bekend als de Amerikaanse cavia. Het wordt gezien als de 'standaard' cavia met een gladde, korte vacht. Deze komt het meeste voor.
- De gekruinde cavia: een gladhaar cavia met 1 kruin, tussen de oren op het voorhoofd. Engels gekruind is een kroon in dezelfde kleur als de rest van de vacht, Amerikaans gekruind is met een witte rozet.
- De borstelcavia: wordt ook wel Abysinnian genoemd. Het is een cavia met kort haar in rozetten. Voor de show zijn acht rozetten, gelijkmatig over het lichaam verspreid, gewenst.
- De rexcavia: cavia met kort, stug haar. Het haar staat recht overeind. Op jonge leeftijd moeilijk te onderscheiden van de tesselcavia.
- De US-teddy: cavia met kort, pluizig haar. Heel erg zacht, ziet er wel ongeveer gelijk uit als de rex, maar het verschil is direct voelbaar bij het aaien.
- De CH-teddy: dezelfde structuur als een US-Teddy, maar de haren zijn langer waardoor de cavia letterlijk in een grote pluizenbol verandert. Ruwharige cavia met haarlengte van 5 tot 6 cm.
- De sheltie: een langharige cavia zonder krullen, dus met steil haar. Ook bekend met een kruin op het voorhoofd, dit is beter bekend als de coronet.
- De tesselcavia: sheltie met lange krullen, liefst pijpenkrullen, over het hele lichaam. De tesselcavia bestaat ook met een kruin op zijn kop: de merino. Tevens is er een variant met twee kruinen op het achterwerk, waardoor het haar naar voren groeit: de alpaca.
- De langhaar: ook bekend als de Peruvian. Langharige cavia met twee kruinen op zijn achterwerk, waardoor het haar naar voren groeit en een typische kuif ontstaat. Gladhaar variant van de alpaca.
- Satijnharige cavia's, dit vachttype komt onder vrijwel iedere haarstructuur voor. De haren zijn ontzettend zacht en hebben een parelmoerachtige glans.
- De Cuycavia, een ras dat ongeveer 2 keer zo groot is als een normale cavia. Hij komt voor in diverse haar- en kleurvariëteiten. Hij is vaak minder tam dan gewone cavia's en ook is de levensverwachting korter (slechts 3 jaar).
- De 'skinny pig': een cavia met ietwat stug kort haar op hoofd, nek en pootjes, en verder kaal.
- De 'baldwin': De baldwin cavia lijkt op de skinny maar er zijn verschillen. Ze zijn zo goed als onbehaard. De huid is gerimpelder. De baldwin wordt met haar over het hele lichaam geboren, maar dit valt daarna uit.
- Lunkarya: deze cavia komt uit Zweden. Het is een mutatie die ontstond uit borstel cavia's. Het diertje heeft een stugge (half)langharige gekrulde vacht. De curly is de minder bekende, kortharige variant.
- Ridgeback: deze cavia heeft een kam van haar over de rug lopen

## Verzorging

### Voer
Cavia's zijn grote eters en eten de hele dag door. In de natuur zijn ze de hele dag in de weer met het eten van grassen, bladeren, planten en bloemen. In gehouden toestand blijft dit gedrag aanwezig. Daarom moet een cavia steeds gras en/of hooi tot zijn beschikking hebben. Droog hooi is belangrijk. Er wordt van gegeten en in genesteld. Het eten van hooi trimt de continu doorgroeiende tanden en de vezels zijn onmisbaar bij de spijsvertering. Daarnaast zijn verse groenten en kruiden belangrijk.
Omdat een cavia, net als de mens, niet zelf vitamine C kan aanmaken moet ervoor gezorgd worden dat dit voldoende in het voer aanwezig is. Een cavia van 1 kilo heeft 20 mg vitamine C per dag nodig. De behoefte verschilt naar leeftijd en omstandigheden. Met name stress en drachtigheid doet de behoefte aan vitamine C toenemen. Vitamine C is ook als druppel of in tabletvorm te geven.
Een overzicht van de vitamine C-behoefte per dag:
- Onderhoudsvoeding van een volwassen cavia (ca. 1 kilo zwaar): 20 mg
- Laatste weken drachtigheid zeug: 50 mg
- Na de geboorte van de jongen/tijdens zoogperiode of kort daarna: 90 mg
- Jonge tot halfwas cavia's: 60 mg
- Actieve fokberen: 50 mg

Per dag moet, naast het verse groenvoer en hooi, speciaal caviavoer worden gegeven (ongeveer 30-40 gram per volwassen cavia). Konijnen- of algemeen knaagdiervoer is niet geschikt. Compleet caviavoer bevat ten minste 2000 mg/kg vitamine C. Dit voer moet licht- en luchtdicht bewaard worden, omdat anders de vitamine C op den duur uit het voer verdwijnt. Gemengd voer bevat veel vette zaden die niet zo geschikt zijn in een caviadieet. Bovendien kan de cavia bij een gemengd dieet gaan uitzoeken en belangrijke voedingsstoffen laten liggen.
Groenten en kruiden zijn onderdeel van de normale dagelijkse voeding van de cavia. Bij een cavia die niet gewend is groenten te eten moet dit worden opgebouwd, omdat de darmen zich moeten aanpassen aan de nieuwe groenten. Per dag mag ruim aan groenten en kruiden worden gegeven aan een cavia. Een cavia mag eten wat hij opkan, het overschot moet worden weggehaald. Voorbeelden van groenten en kruiden die geschikt zijn voor de cavia: paprika, andijvie, peterselie, witlof, bleekselderij, broccoli, paksoi, ijsbergsla, komkommer en tomaat. Daarnaast mag van de wortel en radijs ook het groene loof gegeven worden. Fruit mag alleen in heel kleine hoeveelheden worden gegeven aangezien de suikers in fruit problemen kunnen geven met de darmflora. Om darmproblemen te voorkomen is het geven van te veel kool niet aan te raden.
Drinkwater kan het beste worden gegeven in een drinkfles. Het drinkwater uit een waterbakje kan al gauw vies worden.

### Huisvesting
Eén cavia kan in een kooi met minimaal 0,75 m² vloeroppervlak goed worden gehouden (op een tochtvrije en rustige plaats); voor twee moet men minimaal op 1,5 m² rekenen. Om het dier voldoende lichaamsbeweging te geven zal men ze af en toe los door tuin of huiskamer moeten laten lopen. In laboratoria worden cavia's overigens in veel kleinere kooien gehouden, 30 × 30 cm per volwassen cavia.
Cavia's zijn groepsdieren en moeten ten minste met z'n tweeën worden samengehouden maar worden vaak alleen gehouden of bij een konijn. Dit wordt allebei door dierenbeschermers afgeraden. Als een cavia alleen is zal hij erg eenzaam worden. Konijnen kunnen cavia's met hun sterke achterpoten lelijk verwonden, als het konijn bijvoorbeeld schrikt of erg druk is. Mannetjes (beertjes) kunnen meestal prima samen gehouden worden, mits er geen vrouwtje in dezelfde ruimte (zelfs niet in een andere kooi) gehouden wordt. Enkel de geur van een vrouwtje kan er al voor zorgen dat mannetjes onderling gaan vechten. Vrouwtjes kunnen goed met andere zeugjes of met een (gecastreerd) mannetje samen gehouden worden. Hoe groter hun leefoppervlak is, hoe kleiner de kans op ruzies is.

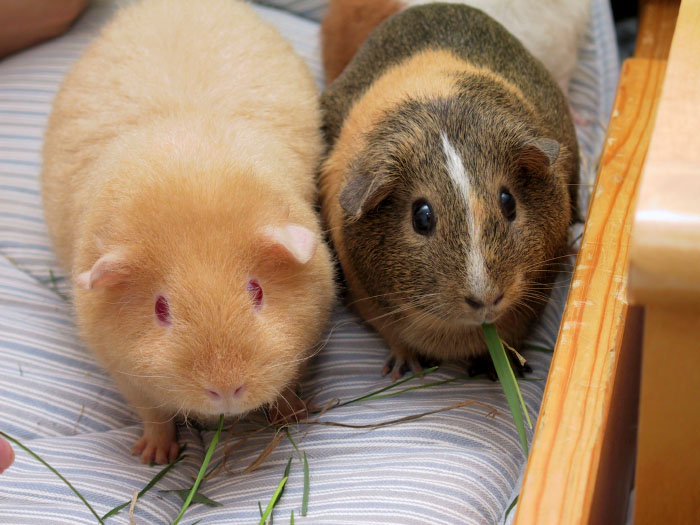
Twee volwassen cavia's

Cavia's vinden het prettig als ze binnen de kooi ook een schuilhokje hebben waarin ze kunnen wegkruipen, voor skinnies en baldwins is dit zelfs een vereiste in het geval dat de kamertemperatuur lager dan 23 graden is. Liefst een niet al te groot slaaphokje en voldoende warmte-geïsoleerd. Cavia's ruiken niet sterk; 1 à 2 maal per week verschonen is meestal voldoende maar dit hangt mede af van het aantal cavia's per oppervlakte-eenheid en het bodemmateriaal. Zaagsel of houtsnippers is ongeschikt als bodembedekker, vanwege voor de cavia giftige stoffen, een goed alternatief is hennepvezel.
Sommige cavia's plassen de hele kooi door en sommige leren zichzelf aan om op vaste plekjes te plassen. Deze vaste plekjes zijn bijna altijd in hoekjes en meestal op dezelfde plek als waar ze slapen en/of waar ze eten. Het vaststellen van deze plekken en regelmatig schoonmaken (spotcleaning) verkleint de kans op geurtjes enorm.
Cavia's kunnen gemakkelijk buiten gehouden worden (op een grasveldje), maar 's winters worden ze best in een winterverblijf gestopt. Ze moeten voldoende schuilplaatsen hebben, zodat ze kunnen ontkomen aan katten en andere roofdieren. Een droog onderkomen is noodzakelijk en er moet ook altijd genoeg schaduw zijn, want ze kunnen niet goed tegen regen en felle zon.
Nagels moeten zodra de cavia ouder wordt na verloop van tijd regelmatig bijgeknipt worden. De reden hiervoor is dat een ader na een tijdje meegroeit met de nagel, dus ook langer wordt. Het is noodzakelijk er vroeg bij te zijn, zodra de nagels beginnen te groeien. Men kan in hun nageltjes zien waar de 'ader' loopt en tot waar men kan knippen. Bij zwarte nageltjes is dit niet goed zichtbaar, je kan echter met een zaklamp wel iets meer zien of op ervaring knippen. Dierenartsen voeren dit ook uit. Als de nagels al te lang zijn en de aders al ver doorlopen, kan je zo ver mogelijk knippen tot op het punt dat je de ader net niet raakt. Hierdoor stop je in ieder geval de 'groei' van de aders en het is mogelijk dat deze na verloop van tijd terug inzakt.
Langharige cavia's hebben veel meer vachtverzorging nodig dan een kortharige cavia. Voor kinderen is een langharige cavia af te raden. Een cavia behoeft regelmatige verzorging. Dit dient te allen tijde onder toezicht van de ouder te gebeuren. Als de cavia opgepakt wordt, kan dat het best met twee handen waarbij het achterlijf wordt ondersteund.

### Fokken
Jonge cavia's (biggen) zijn na vier weken geslachtsrijp; aanbevolen wordt met fokken te wachten tot ze een maand of zes zijn, maar niet langer dan 10 maanden, omdat met name bij vrouwtjes na die leeftijd de symfyse van het bekken (de plaats waar de bekkenhelften elkaar van voren raken) vastgroeit en niet meer goed kan meegeven bij de geboorte van de jongen wat de kans op sterfte bij de bevalling flink doet toenemen. Omdat de jongen erg rijp (erg groot in verhouding met de moeder) ter wereld komen is een bevalling voor een cavia erg zwaar. Om het diertje tijd te geven na de bevalling weer op krachten te komen wordt aangeraden minstens twee maanden te wachten voor het weer gedekt kan worden. Dus het vrouwtje kan maar twee keer zwanger zijn.